# Municipio XIX
Municipio XIX is een stadsdeel met ongeveer 177.000 inwoners in het noordwesten van de stad Rome.

## Onderverdeling
Medaglie d'Oro, Primavalle, Ottavia, Santa Maria della Pietà, Trionfale, Pineto, Castelluccia, Santa Maria di Galeria